# Почти герои
„Почти герои“ (на английски: Almost Heroes) е американски приключенски комедиен уестърн филм от 1998 г. на режисьора Кристофър Гест по сценарий на Марк Нътър, Том Улф и Бойд Хейл, с участието на Крис Фарли и Матю Пери. Филмът отбелязва последната филмова роля на Фарли преди смъртта му и излиза посмъртно пет месеца по-късно през 1997 г.